# شهرداری لوگاتک
شهرداری لوگاتک (به لاتین: Municipality of Logatec) یک منطقهٔ مسکونی در اسلوونی است که در اسلوونی واقع شده‌است. شهرداری لوگاتک ۱۷۳٫۱ کیلومتر مربع مساحت و ۱۱٬۳۴۳ نفر جمعیت دارد.